# Kurt Lundqvist
Kurt Lundqvist (20 novembre 1914 – 26 marzo 1976) è stato un altista svedese.

## Biografia
Il suo miglior risultato in carriera è stata la medaglia d'oro ai Campionati europei di Parigi 1938.